# Patrick Steglich
Patrick Steglich (* 2. September 1986 in Eilenburg) ist Wissenschaftler und Dozent im Bereich der Photonik und Mikroelektronik sowie Autor von Fach- und Lehrbüchern.

## Leben
Patrick Steglich studierte Physikalische Technik (Bachelor) und Photonik (Master) an der Technischen Hochschule Wildau. 2017 wurde er an der Universität Rom II (‘Tor Vergata‘) promoviert. Seine Habilitation im Fach Experimentalphysik erlangte er 2023 von der Brandenburgisch Technischen Universität Cottbus. Seit 2018 ist er Dozent mit Lehrauftrag an der Technischen Hochschule Wildau und Wissenschaftler am Leibniz-Institut für innovative Mikroelektronik. Seine Forschungsschwerpunkte liegen in der Photonik und Mikroelektronik.
Patrick Steglich ist zudem als Buchautor tätig. Bisher hat er sechs Werke zu den Themenfeldern Photonik, optische Fasern und Grundlagen der Physik veröffentlicht.

## Auszeichnungen und Ehrungen
- Gründungspreis der Leibniz-Gemeinschaft, 2021[2]
- Innovationspreis Berlin-Brandenburg, 2023[3]
- Gründungspreis digitale Innovationen vom Bundesministerium für Wirtschaft und Klima, 2024[4]

## Werke

### Monographien
- P. Steglich: Design and Characterization of a Novel Integrated Ring Resonator: Integrated photonics for optical communication and sensing, Südwestdeutscher Verlag für Hochschulschriften (nur Online-Publikation+BoD), ISBN 978-6202323253
- P. Steglich und K. Heise: Photonik einfach erklärt – Wie Licht unsere Industrie revolutioniert, Springer Spektrum, 2019, ISBN 978-3-658-27146-6
- P. Steglich und K. Heise: Photonics explained simply – How Light Revolutionizes the Industry, Springer Spektrum, 2021, ISBN 978-3-658-32651-7
- P. Steglich und K. Heise: Vorkurs Physik fürs MINT-Studium – Grundlagen und Insider-Tipps für Erstis, Springer Spektrum, 2021, ISBN 978-3-662-62125-7

### Herausgeberschaften
- P. Steglich (Hrsg.) und Fabio De Matteis (Hrsg.): Fiber Optics – From Fundamentals to Industrial Applications, IntechOpen, 2019, ISBN 978-1-83881-155-6
- P. Steglich (Hrsg.): Electromagnetic Propagation and Waveguides in Photonics and Microwave Engineering, IntechOpen, 2020, ISBN 978-1-83968-188-2
- P. Steglich (Hrsg.): Plasmonic Nanostructures - Basic Concepts, Optimization and Applications, IntechOpen, 2023, ISBN 978-1-80356-003-8